# José Juan Bautista Merino Urrutia
José Juan Bautista Merino Urrutia (Ojacastro, 1886-Algorta, 1982) fue un historiador e investigador español, especialmente sobre temas relacionados con la cuenca del Oja y La Rioja.

## Biografía
Nació en Ojacastro (La Rioja) el 25 de septiembre de 1886. Sus padres se trasladan a Bilbao cuando contaba con tres meses de edad. En esta ciudad vivió y realizó estudios de Profesor Mercantil en la Escuela de Santiago Apóstol. Al terminar estos, se instala en la casa de Ojacastro, donde posteriormente fue alcalde en los años 1912 y 1913, siendo concejal dos años más.
Durante la Segunda República, aunque era de ideas monárquicas, fue concejal del Ayuntamiento de Guecho (Vizcaya). Más tarde, entre 1946 y 1960 fue alcalde de esta localidad.
Enamorado de su rincón riojalteño, en Ojacastro encontró un enorme acervo de material para sus investigaciones filológicas sobre la etimología del nombre de La Rioja y el euskera hablado en La Rioja y Burgos. Trató el tema desde el punto de vista prehistórico, aduciendo en el territorio la presencia de tribus de berones, vascones, autrigones y várdulos. Hizo un estudio comparativo de la etnología de Rioja y el País Vasco, divulgando documentos como la "fazaña de Ojacastro" del siglo XIII, que demostraba que el euskera era un idioma de uso habitual en aquella época en el área del Alto Oja.
Fue presidente de la Comisión Provincial de Monumentos de la provincia de Logroño, así como vocal del Patronato de Archivos, Bibliotecas y Museos.
También fue miembro de la Real Academia de la Lengua Vasca en el año 1964, y el 15 de junio de 1974 fue nombrado académico honorario de esta institución en San Millán de la Cogolla.
Falleció en Algorta (Guecho) el 6 de mayo de 1982, a los 95 años. La noticia de su fallecimiento pasó prácticamente desapercibida en los medios oficiales riojanos.

## Libros y documentos que escribió
- 1931: El vascuence en el Valle de Ojacastro (Rioja Alta). Sociedad Geográfica Nacional. Madrid.
- 1932: Más sobre el vascuence en el Valle de Ojacastro. Intendencia Militar. Madrid.
- 1935: El vascuence en Burgos. Sociedad Geográfica Nacional. Madrid.
- 1935: El vascuence hablado en Rioja y Burgos. RIEV.
- 1936: El vascuence en el Valle de Ojacastro. Huérfanos de Intendencia. Madrid.
- 1945: Problemas que plantea la toponimia vasca en Rioja y Burgos. BRSYAP.
- 1949: El vascuence en la Rioja y Burgos. Problemas que plantea su toponimia. Rev. Dia1ectología y Tradiciones Populares.
- 1949: Los sufijos -ena y -eta en las casas viejas de Algorta. Homenaje a Julio Urquijo, I.
- 1951: El vascuence en la Rioja y Burgos. Berceo.
- 1954: La Academia de la Lengua Vasca en Bilbao. BRSVAP.
- 1954: Vocabulario de palabras recogidas en el Valle de Ojacastro. Rev. Dialectología y Tradiciones populares.
- 1958: El vascuence en la Rioja y Burgos. Berceo.
- 1959: Toponimia de Ezcaray. Euskera.
- 1960: El vascuence en la Rioja y Burgos. En "Geografía histórica de la Lengua Vasca". Auiiamendi, n.º 14.
- 1960: El vascuence en la Rioja y Burgos. En "Geografía histórica de la Lengua Vasca". Auiiamendi, n.º 14.
- 1962: El Vascuence en la Rioja y Burgos. Real Sociedad Bascongada de Amigos del País. Monografía n.º 17.
- 1964: Los topónimos vasco-riojanos. BRSVAP.
- 1971: El vascuence en la Rioja y Burgos. "El Correo Español - El Pueblo Vasco". Suplemento "El vascuence hoy", 12-9-71.
- 1972: Notas a "Contribución al estudio de la toponimia riojana". Berceo.
- 1973: Vocabulario de la Cuenca del río Oja. Berceo.
- 1974: Historia de la presencia del vascuence en la Rioja. Berceo.
- 1975: Historia de la presencia del vascuence en la Rioja. Euskera.
- 1975: El vascuence en la Rioja y Burgos. Hitzaldia. Madrilgo Ateneoa.
- 1976: Toponimia menor de la Rioja. BRSVAP.
- 1976: Artífices vascos en la Rioja. Euskal Kulturaren Batzordea. Bizkaiko Aldundia. Bilbo.
- 1977: El Alcaide de Ojacastro, gran defensor del vascuence en el siglo XVIII. BRSVAP.
- 1977: De arqueología riojana. Berceo.
- 1978: La lengua vasca en la Rioja y Burgos. Euskaltzaindia / Instituto de Estudios Riojanos. Logroño.
- 1978: Emigración vasca a la Rioja desde finales del siglo XV hasta mediados del siglo XIX. BRSVAP.